# Selkäsaari (ö i Nyland, Helsingfors, lat 60,56, long 23,92)
Selkäsaari är en ö i Finland. Den ligger i sjön Kivijärvi och i kommunen Lojo i den ekonomiska regionen  Helsingfors  och landskapet Nyland, i den södra delen av landet, 70 km nordväst om huvudstaden Helsingfors. Öns area är 0,2 hektar och dess största längd är 60 meter i öst-västlig riktning.